# أولاد عيسى (البويرة)
أولاد عيسى قرية ببلدية الأخضرية دائرة الأخضرية ولاية البويرة.